# HTCC
HTCC (Hockey- Tennis- en Cricket Club) was een Nederlandse sportvereniging uit Eindhoven.

## Geschiedenis
De geschiedenis van de club gaat ver terug tot 1915, toen op 22 juli de Philips Cricket Club opgericht werd. In 1917 werd de "Philips Hockey Club" (PHC) opgericht, die zich in 1919 aansloot bij de "Nederlandsche Hockey en Bandy Bond". In 1923 kwam Tennis erbij en werd voor het eerst de naam "Eindhovensche HTCC" gebruikt. Tot 1926 gebruikte men ook de naam "Eindhoven", maar dit gaf verwarring met de in het begin der jaren twintig opgerichte "EMHC", die zich ook "Eindhoven" noemde. In 1927 scheidden Hockey en Tennis zich af van "PSV", hiertoe gedwongen door de bonden vanwege de subsidies die deze afdelingen ontvingen van de N.V. Philips. De afdeling Cricket bleef formeel onderdeel van "PSV", maar zou naar buiten toe ook optreden als "HTCC". Op 1 oktober 1927 werd hockey als volwaardige sport bij de club gevoegd en werd HTCC als hockeyclub geboren. De club bleef lange tijd gelieerd als sportvereniging van het Philipsconcern (Federatie van Philips Sport Verenigingen). Er werd gespeeld op sportpark Tegenbosch. Begin jaren tachtig besloot Philips om drastisch te gaan bezuinigen op sport. Dit leidde in 1983 tot een fusie van de club met een andere Philips sportvereniging, HTC Eindhoven (opgericht in 1942). HTC speelde op De Herdgang, het complex van voetbalclub PSV. De nieuwe fusieclub zou gaan spelen op sportcomplex Tegenbosch van HTCC. Er werd gekozen voor de naam PSV Tegenbosch om de link met Philips te behouden en de naam van het sportcomplex. Weer later in het jaar 2000 fuseerde PSV/Tegenbosch samen met het in 1950 opgerichte Racing tot HC Eindhoven.

## Landstitel
De heren van HTCC hebben in een hoop zuidelijke kampioenschappen mogen zegevieren. Als zuidelijk kampioen mocht er worden meegedaan met de drie andere gewestelijke kampioenen om het landskampioenschap. In 1971 eindigden de mannen van HTCC gelijk met HGC op de eerste plaats in die kampioenscompetitie. Er moest een beslissingswedstrijd worden gespeeld om het landskampioenschap in het Wagenerstadion in Amsterdam. Voor de ogen van 3500 toeschouwers liep de wedstrijd uit op een verlenging, omdat er nog niet gescoord was door beide ploegen. In de 95e minuut kreeg HTCC uiteindelijk een strafbal die werd verzilverd via Andy Wijzenbeek en daarmee tevens de landstitel haalde.
Als landskampioen vertegenwoordigde HTCC Nederland op het Europacup I toernooi van 1972 in Frankfurt. HTCC wist op een vrij vlotte manier de finale te halen, maar kon niet de eerste Nederlandse ploeg zijn die de Europese hoofdprijs zou bemachtigen. In de finale werd met 5-1 verloren van het voor thuispubliek spelende SC 1880 Frankfurt.
Landskampioen
- 1971

## Internationals
- Tonny Koenen
- Janny Koenen
- Ab van Grimbergen
- Maarten Sikking
- Thijs Kaanders
- Piet Weemers
- Heiko van Staveren
- Jos Christis
- Frans Christis
- Jacques Christis
- Peter Dunki Jacobs
- Marijke Reijersen

Huidig: Don Quishoot · Eindhoven · Oranje-Rood 

Voormalig: EMHC · HTCC · HTC Eindhoven · Oranje Zwart · PSV Tegenbosch · Racing Eindhoven